# ساختمان اصلی اداره پست برمن
ساختمان اصلی اداره پست برمن (آلمانی: Ehemaliges Hauptpostamt) یک ساختمان با معماری احیای رنسانس است که در سال ۱۸۷۸ در میدان دومزهایده شهر برمن ساخته شده است.

## نگارخانه

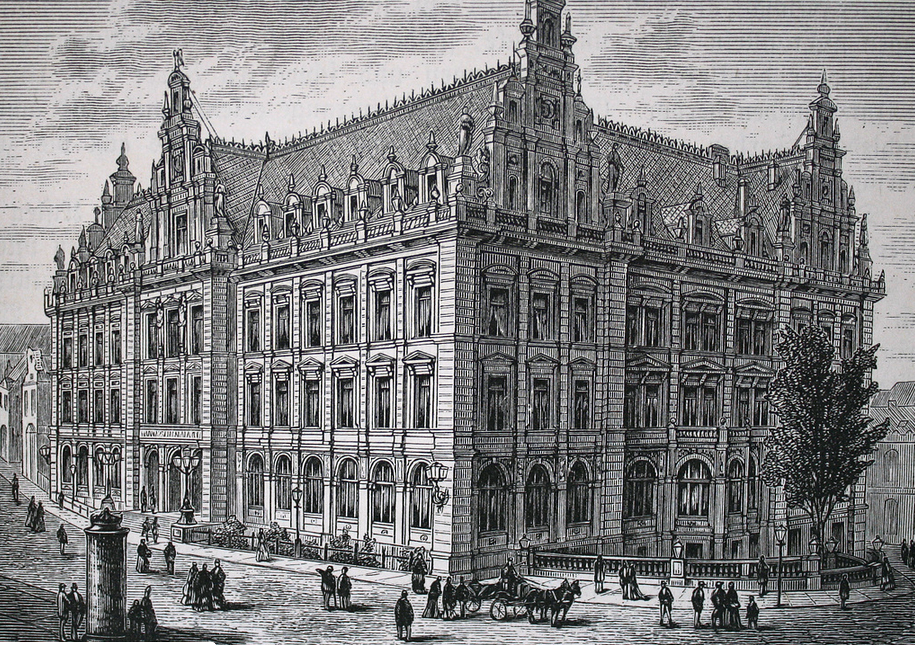
قرن ۱۹ میلادی
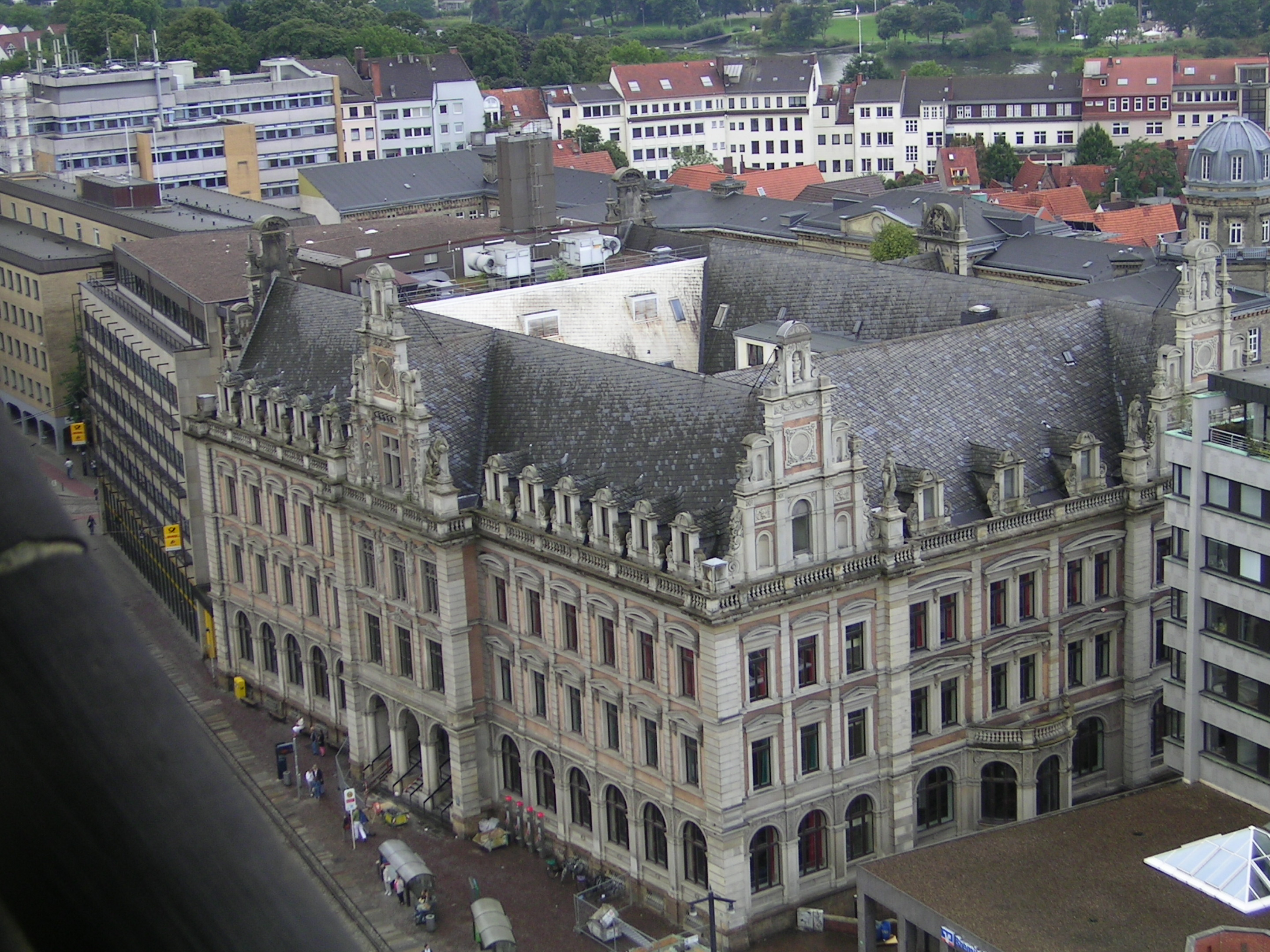
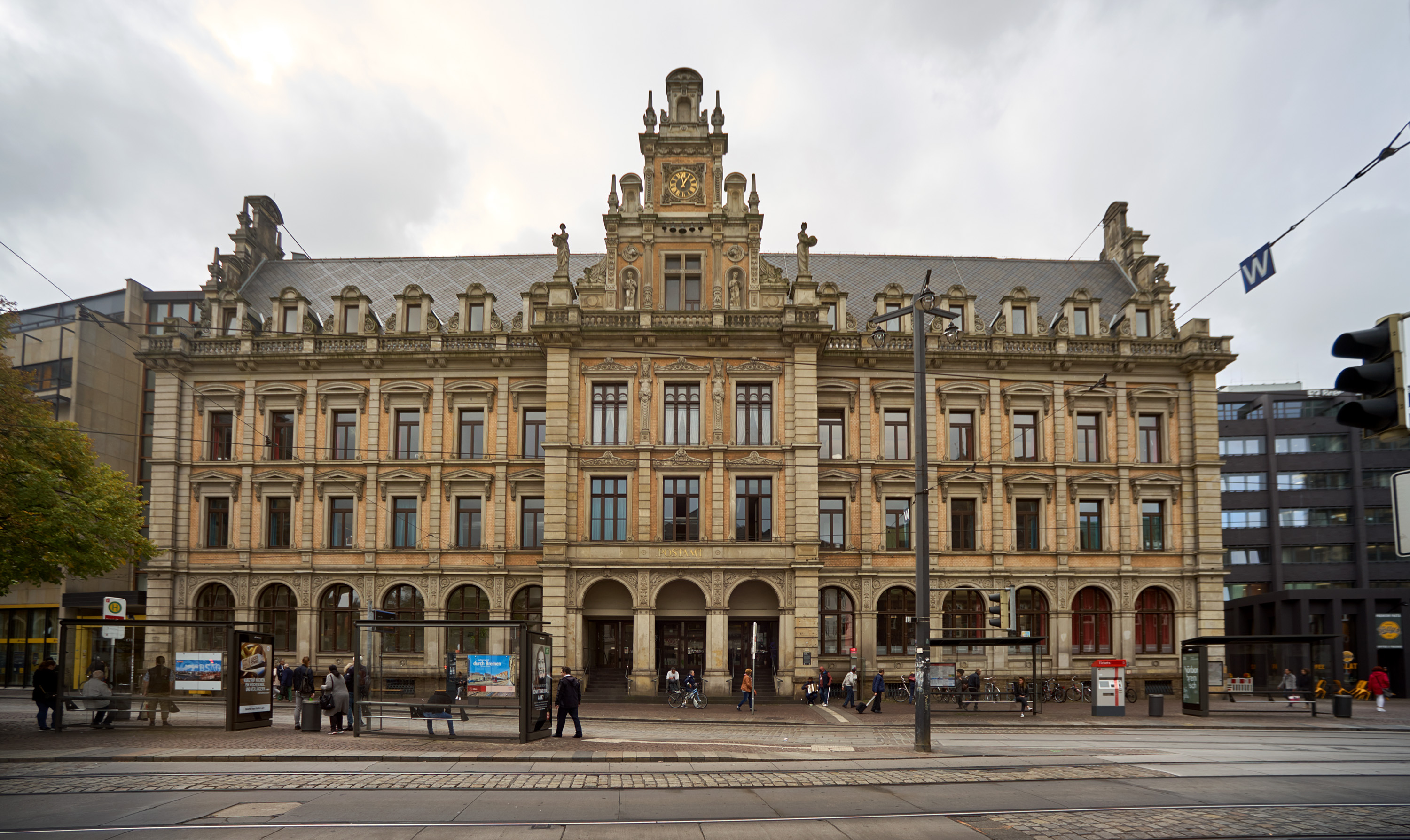